# 40 лет Октября (Воронежская область)
40 лет Октября́ — посёлок Каширского района Воронежской области.
Входит в состав Дзержинского сельского поселения.

## Население
| 2010 |
| ---- |
| 44   |

## Улицы
В посёлке имеется одна улица — 40 лет Октября.